# My Boo
『My Boo』は、清水翔太の通算22枚目のシングル。2016年10月5日にソニー・ミュージックレコーズよりリリースされた。

## 概要
前作より8ヶ月ぶりのシングル。大切な人へのメッセージをつづったラブソングとなっている。2018年1月26日にミュージックステーションで歌唱。本作発売から約2年後の2018年3月7日に當山みれいの女性視点によるアンサーソング「Dear My Boo」がリリースされた。

### 仕様
「通常盤」「初回生産限定盤」の2形態で発売。初回生産限定盤にはMy Booのミュージックビデオ収録のDVD付き。

## チャート成績
- 2016年10月5日付のオリコン週間ランキングでは初動5千枚を売り上げ、週間15位にランクインした[6]。

## ミュージック・ビデオ
2016年9月26日にショードバージョンが、2021年6月21日にフルバージョンが公開。

## 収録曲
CD
1. My Boo
2. milk tea
3. Damage -KSUKE Remix-
4. My Boo -Instrumental-

DVD
1. My Boo -Music Video-